# Johnny León
Johnny León (* Manta, Ecuador, 18 de mayo de 1969). es un exfutbolista ecuatoriano que jugaba de mediocampista de corte.

## Clubes
| Club               | País    | Año       |
| ------------------ | ------- | --------- |
| Delfín SC          | Ecuador | 1989-1991 |
| Green Cross        | Ecuador | 1992-1995 |
| Deportivo Cuenca   | Ecuador | 1996      |
| Liga de Quito      | Ecuador | 1997      |
| Delfín SC          | Ecuador | 1998      |
| Liga de Portoviejo | Ecuador | 1999      |
| UDJ Quinidé        | Ecuador | 2002      |
| Delfín SC          | Ecuador | 2004      |